# Lobotos lobatus
Lobotos lobatus е вид птица от семейство Campephagidae. Видът е световно застрашен, със статут Уязвим.

## Разпространение и местообитание
Видът е разпространен в Кот д'Ивоар, Гана, Гвинея, Либерия и Сиера Леоне. Среща се в субтропични или тропически влажни равнинни гори и блата.